# Neoregelia cyanea
A Neoregelia cyanea az egyszikűek (Liliopsida) osztályának perjevirágúak (Poales) rendjébe, ezen belül a broméliafélék (Bromeliaceae) családjába tartozó faj.

## Előfordulása
A Neoregelia cyanea előfordulási területe a dél-amerikai Brazília. Ennek az országnak a délkeleti részén a Minas Gerais nevű államban őshonos.

## Megjelenése
Epifiton növényfaj, melynek igen apró virágai vannak.

## Források

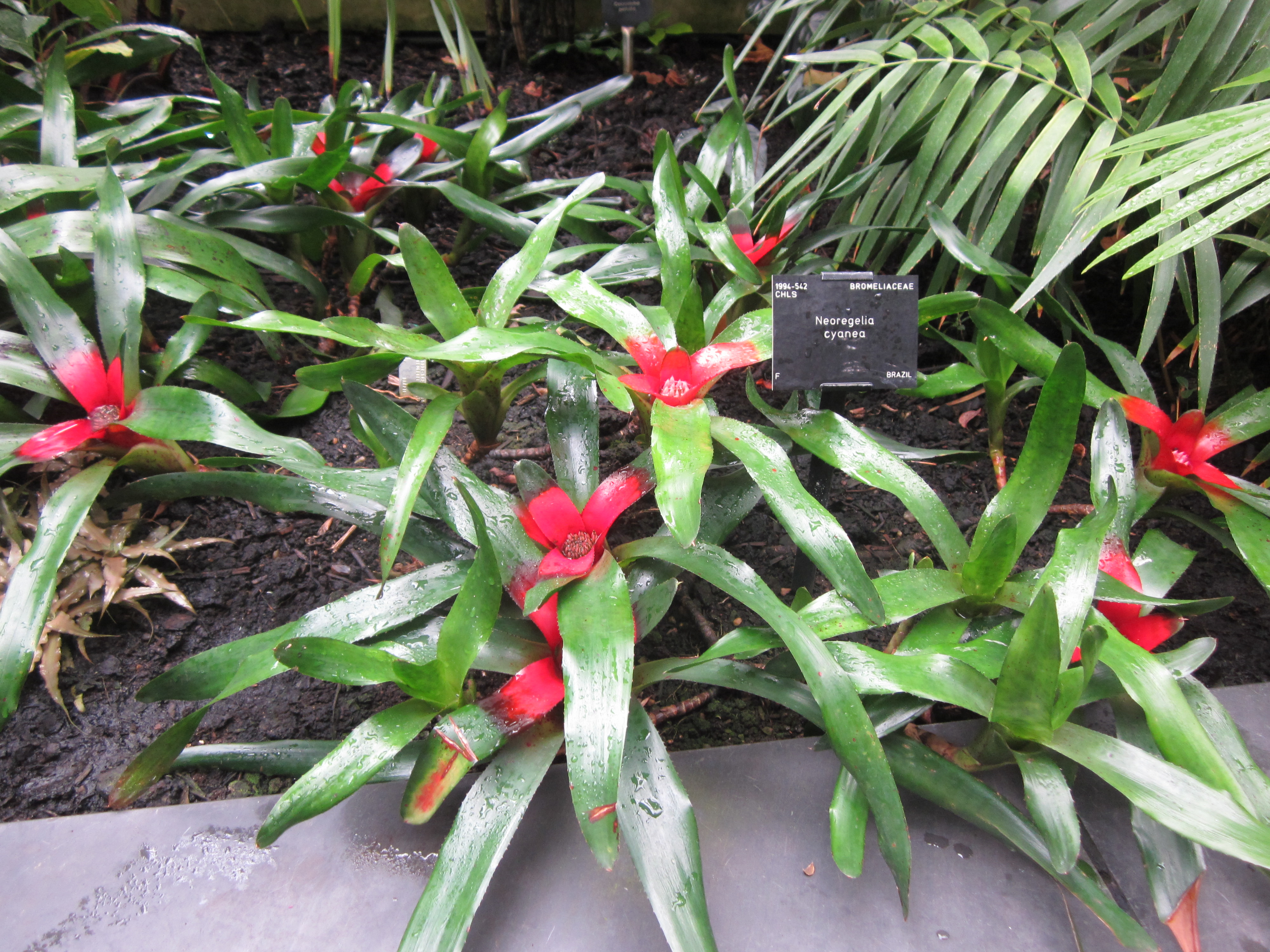
Néhány példány a Kew-ban

## Termesztett változatai
- Neoregelia 'Angel Dust'
- Neoregelia 'Blue Angel'
- Neoregelia 'Born of Fire'
- Neoregelia 'Bromlust'
- Neoregelia 'Burgundy Angel'
- Neoregelia 'Candance'
- Neoregelia 'Carleen Isley'
- Neoregelia 'Golden Glow'
- Neoregelia 'Golden Grace'
- Neoregelia 'Golden Jewels'
- Neoregelia 'Lavender Frost'
- Neoregelia 'Little Devil'
- Neoregelia 'Louie'
- Neoregelia 'Nick Espinosa'
- Neoregelia 'Peggy B.'
- Neoregelia 'Pinkie'
- Neoregelia 'Short And Sweet'
- Neoregelia 'Sugar and Spice'
- Neoregelia 'Sun Lover'
- Neoregelia 'Sunny Delight'
- Neoregelia 'Sweet Nellie'
- Neoregelia 'Twinkie'